# Gran Premio de Fráncfort 2023
La 62.ª edición de la clásica ciclista Gran Premio de Fráncfort (nombre oficial en alemán: Eschborn-Frankfurt der Radklassiker) fue una carrera en Alemania que se celebró el 1 de mayo de 2023 con inicio en la ciudad de Eschborn y final en la ciudad de Fráncfort del Meno sobre un recorrido de 203,8 kilómetros.
La carrera formó parte del UCI WorldTour 2023, calendario ciclístico de máximo nivel mundial, siendo la vigesimoprimera competición del calendario de máxima categoría mundial y fue ganada por el danés Søren Kragh Andersen del Alpecin-Deceuninck. Completaron el podio, como segundo y tercer clasificado respectivamente, el austriaco Patrick Konrad del Bora-Hansgrohe y el italiano Alessandro Fedeli del Q36.5.

## Recorrido
El recorrido fue un poco similar a la edición anterior con salida en la ciudad de Eschborn y llegada en la ciudad de Fráncfort del Meno sobre un recorrido de 203,8 kilómetros, donde sé incluyó el paso por 10 cotas y más de 2800 metros de desnivel acumulado.

## Equipos participantes
Tomaron parte en la carrera 19 equipos: 10 de categoría UCI WorldTeam y 9 de categoría UCI ProTeam. Formaron así un pelotón de 130 ciclistas de los que acabaron 99. Los equipos participantes fueron:
| WorldTeams (10)- Alpecin-Deceuninck - Bahrain Victorious - Bora-Hansgrohe - Cofidis - EF Education-EasyPost - Intermarché-Circus-Wanty - Arkéa-Samsic - Team DSM - Team Jayco AlUla - UAE Team Emirates ProTeams (9)- Bingoal WB - Burgos-BH - Green Project-Bardiani CSF-Faizanè - Israel-Premier Tech - Lotto Dstny - Q36.5 Pro Cycling Team - Team Flanders-Baloise - TotalEnergies - Uno-X Pro Cycling Team |
| |

## Clasificación final
- La clasificación finalizó de la siguiente forma:[4]

### Clasificación general
| \| Clasificación general \| Clasificación general \| Clasificación general \| Clasificación general \| Clasificación general \| \| Ciclista \| Ciclista \| Equipo \| Tiempo \| \| \| --------------------- \| --------------------- \| ---------------------------------- \| --------------------- \| --------------------- \| \| 1.º \| Søren Kragh Andersen \| Alpecin-Deceuninck \| 4 h 51 min 27 s \| \| \| 2.º \| Patrick Konrad \| Bora-Hansgrohe \| + 0 s \| \| \| 3.º \| Alessandro Fedeli \| Q36.5 Pro Cycling Team \| + 0 s \| \| \| 4.º \| Marc Hirschi \| UAE Team Emirates \| + 0 s \| \| \| 5.º \| Lorenzo Rota \| Intermarché-Circus-Wanty \| + 0 s \| \| \| 6.º \| Georg Steinhauser \| EF Education-EasyPost \| + 0 s \| \| \| 7.º \| Georg Zimmermann \| Intermarché-Circus-Wanty \| + 0 s \| \| \| 8.º \| Stephen Williams \| Israel-Premier Tech \| + 0 s \| \| \| 9.º \| Ben Hermans \| Israel-Premier Tech \| + 0 s \| \| \| 10.º \| Martin Marcellusi \| Green Project-Bardiani CSF-Faizanè \| + 3 s \| \| |                      |                                    |                 |
| |                      |                                    |                 |
| Fuente: ProCyclingStats |                      |                                    |                 |
| Clasificación general |                      |                                    |                 |
| Ciclista | Ciclista             | Equipo                             | Tiempo          |
| 1.º | Søren Kragh Andersen | Alpecin-Deceuninck                 | 4 h 51 min 27 s |
| 2.º | Patrick Konrad       | Bora-Hansgrohe                     | + 0 s           |
| 3.º | Alessandro Fedeli    | Q36.5 Pro Cycling Team             | + 0 s           |
| 4.º | Marc Hirschi         | UAE Team Emirates                  | + 0 s           |
| 5.º | Lorenzo Rota         | Intermarché-Circus-Wanty           | + 0 s           |
| 6.º | Georg Steinhauser    | EF Education-EasyPost              | + 0 s           |
| 7.º | Georg Zimmermann     | Intermarché-Circus-Wanty           | + 0 s           |
| 8.º | Stephen Williams     | Israel-Premier Tech                | + 0 s           |
| 9.º | Ben Hermans          | Israel-Premier Tech                | + 0 s           |
| 10.º | Martin Marcellusi    | Green Project-Bardiani CSF-Faizanè | + 3 s           |

## Ciclistas participantes y posiciones finales
Convenciones:
- AB-N: Abandono en la etapa "N"
- FLT-N: Retiro por llegada fuera del límite de tiempo en la etapa "N"
- NTS-N: No tomó la salida para la etapa "N"
- DES-N: Descalificado o expulsado en la etapa "N"

## UCI World Ranking
El Gran Premio de Fráncfort otorgó puntos para el UCI World Ranking para corredores de los equipos en las categorías UCI WorldTeam, UCI ProTeam y Continental. Las siguientes tablas son el baremo de puntuación y los diez corredores que obtuvieron más puntos:
| Posición   | 1.º | 2.º | 3.º | 4.º | 5.º | 6.º | 7.º | 8.º | 9.º | 10.º | 11.º | 12.º | 13.º | 14.º | 15.º-20.º | 21.º-30.º | 31.º-50.º | 51.º-55.º | 56.º-60.º |
| Puntuación | 300 | 250 | 215 | 175 | 120 | 115 | 95  | 75  | 60  | 50   | 40   | 35   | 30   | 25   | 20        | 12        | 5         | 2         | 1         |

| Clasificación |                      |                                    |        |
| Ciclista      | Ciclista             | Equipo                             | Puntos |
| ------------- | -------------------- | ---------------------------------- | ------ |
| 1.º           | Søren Kragh Andersen | Alpecin-Deceuninck                 | 300    |
| 2.º           | Patrick Konrad       | Bora-Hansgrohe                     | 250    |
| 3.º           | Alessandro Fedeli    | Q36.5                              | 215    |
| 4.º           | Marc Hirschi         | UAE Emirates                       | 175    |
| 5.º           | Lorenzo Rota         | Intermarché-Circus-Wanty           | 120    |
| 6.º           | Georg Steinhauser    | EF Education-EasyPost              | 115    |
| 7.º           | Georg Zimmermann     | Intermarché-Circus-Wanty           | 95     |
| 8.º           | Stephen Williams     | Israel-Premier Tech                | 75     |
| 9.º           | Ben Hermans          | Israel-Premier Tech                | 60     |
| 10.º          | Martin Marcellusi    | Green Project-Bardiani CSF-Faizanè | 50     |